# Kanton Wehr
Der Kanton Wehr (franz.: Canton de Wehr) war einer von neun Verwaltungseinheiten, in die sich das Arrondissement Bonn im Rhein-Mosel-Departement gliederte. Der Kanton war in den Jahren 1798 bis 1814 Teil der Ersten Französischen Republik (1799–1804) und des Ersten Französischen Kaiserreichs (1804–1814).
Vor der Annexion des linken Rheinufers im Ersten Koalitionskrieg gehörte der Verwaltungsbezirk des Kantons Wehr landesherrlich zum Kurfürstentum Köln, der Kurpfalz und anderen Herrschaften. 
1814 wurde das Rhein-Mosel-Departement und damit auch der Kanton Wehr vorübergehend Teil des Generalgouvernements Mittelrhein und kam 1815 aufgrund der auf dem Wiener Kongress getroffenen Vereinbarungen zum Königreich Preußen. Unter der preußischen Verwaltung ging der Kanton Wehr in den 1816 neu gebildeten Kreisen Mayen, Ahrweiler und Adenau im Regierungsbezirk Koblenz auf.

## Verwaltungsgliederung
Der Kanton Wehr gliederte sich in drei Mairies. Im Jahr 1808 lebten im Kanton insgesamt 4877 Einwohner.

### Mairie Wehr
Zur Mairie gehörten fünf Ortschaften mit insgesamt 1303 Einwohnern; Bürgermeister: Lenz (1808). 
- Wehr
- Brenk
- Glees
- Niederzissen
- Oberzissen

### Mairie Kempenich
Zur Mairie gehörten sechs Ortschaften mit 2092 Einwohnern; Bürgermeister: Junk (1808). 
- Kempenich
- Hannebach
- Lederbach
- Leimbach
- Rieden
- Weibern

### Mairie Königsfeld
Zur Mairie gehörten fünf Ortschaften mit insgesamt 1739 Einwohnern; Bürgermeister: Geiger (1808).
- Königsfeld
- Niederdürenbach
- Oberdürenbach
- Ramersbach
- Schalkenbach